# Eleição municipal de Pindamonhangaba em 2012
A eleição municipal de Pindamonhangaba em 2012 aconteceu em 7 de outubro de 2012 para eleger um prefeito, um vice-prefeito e 11 vereadores no município de Pindamonhangaba, no Estado de São Paulo, no Brasil. O prefeito eleito foi Vito Ardito, do PSDB, com 53,31% dos votos válidos, sendo vitorioso logo no primeiro turno em disputa com três adversários, Paulo Sergio Torino (PMDB), Carlos José Ribeiro, mais conhecido como Carlinhos Casé (PT) e Gugu Melo (PSDC). O vice-prefeito eleito, na chapa de Vito Ardito, foi Isael Domingues pelo (PV) na coligação Avança Pinda com Experiência. O pleito em Pindamonhangaba foi parte das eleições municipais nas unidades federativas do Brasil. Pindamonhangaba foi um dos 782  municípios vencidos pelo PMDB; no Brasil, há 5.570 cidades.

## Antecedentes
Na eleição municipal de 2008, João Ribeiro, do PPS, derrotou o candidato do PSDB Vito Ardito no primeiro turno. Esse pleito foi marcado por uma reviravolta, pois Ardido apresentava 10% de vantagem em relação ao outro candidato segundo pesquisas. O candidato do PPS foi eleito com  59,27% dos votos válidos, enquanto Vito obteve 40,73% em 2008.

## Eleitorado
Na eleição de 2012, estiveram aptos a votar 86.754 pindamonhangabaense, o que correspondia a 71,50% da população da cidade. População total é de 146.995, sendo exclusivamente urbana 141.708 individuos e rural 5.287. Há 72.288 homens e 74.707 mulheres. Densidade demográfica (hab./km²) é de 201,39.

## Candidatos
Foram quatro candidatos à prefeitura em 2012: Vito Ardito do PSDB, Paulo Sergio Torino do PMDB, Carlos José Ribeiro do PT e Gugu Mello do PSDC.
| Candidato(a)        | Vice            | Partido | Coligação                                                                                                  |
| ------------------- | --------------- | ------- | --- |
| Vito Ardito         | Isael Domingues | PSDB    | "Avança Pinda com Experiência" (PP / PDT / PTB / PTN / PRTB / PHS / PMN / PTC / PV / PSDB / PSD / PT do B) |
| Paulo Sergio Torino | Myriam Alckmin  | PMDB    | "Pinda pra Frente" (PRB / PMDB / PSL / PSC / PR / PPS / DEM / PSB / PRP / PC do B)                         |
| Carlos Jose Ribeiro | Herivelto Vela  | PT      | "PT" |
| Gugu Mello          | Yara Reis       | PSDC    | "PSDC" |

## Campanha
Dentre as propostas de campanha do candidato eleito estiveram, na área de transporte, a construção de uma nova rodoviária no distrito de Moreira César, o uso e a introdução do uso de bilhete único, juntamente com a implantação de vans adaptadas para o transporte de deficientes físicos. Já em relação a saúde, Vito propôs a implantação de unidades de pronto atendimento junto a um sistema informatizado unificado. Apresentou também uma proposta de investimento de centro de apoio para idosos e programas como SAMU e Bom Prato, tendo o apoio dos partidos tais como PSDB, PTN, PDT, PV, PP, PMN, PTC, PSD, PTB, PHS e PRTB.

## Resultados

### Prefeito
No dia 7 de outubro,Vito Ardito foi reeleito com 53,31% dos votos válidos.
| Candidato(a)               | Vice                   | 1º Turno 7 de outubro de 2012 | 1º Turno 7 de outubro de 2012 |
| Candidato(a)               | Vice                   | Votação                       | Votação                       |
|                            |                        | Total                         | Porcentagem                   |
| -------------------------- | ---------------------- | ----------------------------- | ----------------------------- |
| Vito Ardito (PSDB)         | Isael Domingues (PV)   | 42.550                        | 53,31%                        |
| Paulo Sérgio Torino (PMDB) | Myriam Alckmin (PSD)   | 28.058                        | 12,31%                        |
| Carlos Jose Ribeiro (PT)   | Herivelto Vela (PT)    | 7.413                         | 9,29%                         |
| Gugu Mello (PSTU)          | Yara Reis (PSDC)       | 1.793                         | 2,25%                         |
| Total de votos válidos     | Total de votos válidos | 79.814                        | 92,00%                        |
| Votos em branco            | Votos em branco        | 2.835                         | 3,27%                         |
| Votos nulos                | Votos nulos            | 4.105                         | 4,73%                         |
| Total                      | Total                  | 86.754                        | 100%                          |
| Abstenções                 | Abstenções             | 18.284                        | 17,41%                        |
| Votos apurados             | Votos apurados         | 86.754                        | 100%                          |
| Total de eleitores         | Total de eleitores     | 105.083                       | 100%                          |

### Vereador
Dos onze (11) vereadores eleitos, dois (2) eram em 2012 da base de Vito Ardito. O vereador mais votado foi Toninho da Farmácia (PDT), que teve 2.672 votos. O PSDB junto com PMDB são os partidos com o maior número de vereadores eleitos, seguido por PR. Antonio Alves da Silva, mais conhecido como Toninho da Farmácia, recebeu o maior número de votos nessa eleição, por sua vez foi o autor do Projeto de Lei  n° 116/2009 o qual prevê a redução da idade mínima de 65 anos para 60 anos a tarifa do transporte público, tendo seu projeto aprovado na Câmara porém vetado pelo Prefeito.